# 케네스 티거
케네스 타이거(Kenneth Tigar, 영어 발음: /ˈtaɪɡə(r)/, 1942년 9월 24일 ~ )는 미국의 배우, 번역가이다.
첼시에서 태어났다.

## 출연 작품
- 루트 나인 (1998년)
- 헐리우드 사파리 (1997년)
- 언더그라운드 (1997년)
- 천 에이커 (1997년)
- 리틀 빅풋 (1997년)
- 컨스피러시 (1997년)
- 캐딜락 랜치 (1996년)
- 분노의 영웅 2 (1996년)
- 프라이멀 피어 (1996년)
- 두 소녀 (1995년)
- 제이드 (1995년)
- 레이지 (1995년)
- 마이 라이프 (1993년)
- 스냅드래곤 (1993년)
- 진실의 창 (1990년)
- 환타즘 2 (1988년)
- 18 어게인 (1988년)
- 여성상위시대 (1985년)
- 여자를 쫓는 남자 (1985년)
- 더 빅 블랙 필 (1981년)
- 어떤 유혹 (1980년)
- 어느날 갑자기 (1979년)
- 해피 후커 (1975년)

### 텔레비전
- 원더우먼 (1976-78)
- 아틀란티스에서 온 사나이 (1977)
- 치어스 (1983-85)
- 달리는 사이먼 (1985)
- 댈러스 (1987)
- 다이너스티 (1988-89)
- LA 히트 (1997-99, L.A. Heat)
- ER (1998)
- 로앤오더: 뉴욕 특수수사대 (2007)
- 프린지 (2008-09)
- 하우스 오브 카드 (2013-18) - 월터 도일 역